# Supernatural: Origins
A Supernatural: Origins (nem hivatalosan Odaát: Eredetek) egy hatrészes képregénysorozat, amely az Odaát című televíziós sorozat történetének előzményeit meséli el. A képregények a DC Comics kiadóhoz tartozó Wildstorm gondozásában jelennek meg. Az első szám cselekménye az Odaát bevezető epizódjában látott 22 évvel ezelőtti események után indul. John Winchester válaszokat akar és közben belecsöppen a természetfeletti lények veszélyes világába. Felesége halála után rá hárul a felelősség, hogy felnevelje és megvédje fiait, Samet és Deant.
A történet kitalálója és írója, az Odaát producere, Peter Johnson. Állandó rajzolója Matthew Dow Smith. Az egyes számok borítóit különböző művészek alkotják meg, köztük a Hősök festményeiért is felelős Tim Sale.
Az első szám, amely 2007. május 2-án jelent meg, tartalmaz egy háttértörténetet, amelyet  Geoff Johns írt és  Phil Hester illusztrált. Ezek az oldalak megtekinthetőek a CW televíziócsatorna hivatalos oldalán, a képregénysorozat bemutatójaként. A további kiadványok havi rendszerességgel követik egymást.
A képregények John Winchester életét mutatják be, mihez kezdett felesége, Mary meggyilkolása után, és milyen kapcsolatba volt két kisfiával, Sammel és Deannel.

## Megjelent számok
1. rész: Felesége halála után John gyászolni kezd, és még fiait családja régi barátjára, Julie-ra bízza, nyomozni kezd, mi okozhatta a tüzet azon a bizonyos éjszakán. A férfi a szomszédoktól, rendőröktől és tűzoltóktól próbál meg információkat szerezni, ám azok nem tudnak neki segíteni, bár az egyik tűzoltó furcsálja, hogy az átlagosnál forróbb tűzzel találta magát szemben oltás közben. John éjszaka az egyik kocsmában verekedésbe keveredik, végül egy feketebőrű nő, Missouri Moseley menti ki onnan. Missouriról kiderül, hogy egy médium, és segíteni akar a férfinak. Különleges képességét használva megpróbálja kideríteni, ki vagy mi okozta a gyilkos tüzet, a nyomok pedig egy elhagyatott házhoz vezetnek. Odabenn rengeteg vért, és egy falra festett feliratot találnak: "Jövünk a gyerekekért!". John így Julie-hez rohan, ott azonban már csak a nő maradványait találja, ellenben Dean és Sam az egyik szobában nyugodtan alszik. Végül Missouri is betoppan a házba, egy fogszerű, fura jelekkel borított tárgyat ad a férfinak, ami szerinte a gyilkos lény nyomára vezethet, majd közli vele: fiaival együtt el kell hagynia a környéket.
2. rész: Missouri javaslatára John és fiai elhagyják Kansast, és az arizonai Temple városába utaznak, hogy egy Fletcher Gable nevű férfival találkozzanak. Fletcher elmondja, hogy a fog, amit Missouri adott neki egy pokolkutya foga, amik általában temetőknél szoktak átjönni ebbe a világba. A férfi egy üres naplót ad Johnnak, amiben feljegyezheti dolgait, majd búcsút vesz Winchesteréktől. John vásárol magának fegyvereket, nem sokkal később pedig sógora, Jacob keresi fel. Deant és Samet bébiszitter felügyelete alá adják, majd a közelben lévő temetőhöz mennek. Csakhogy itt egy pokolkutya halálosan megsebesíti Jacobot, John pedig egy rejtélyes vadász menti meg. Jacob testét egy autóval a vízbe dobják, majd a vadász közli Johnnal: feleségével nem egy pokolkutya végzett.